# Washington (Contea di Armstrong, Pennsylvania)
Washington  è una township degli Stati Uniti d'America, nella contea di Armstrong nello Stato della Pennsylvania. Secondo il censimento del 2000 la popolazione è di 1.029 abitanti.

## Società

### Evoluzione demografica
La composizione etnica vede una prevalenza dell'etnia bianca (99,42%) dati del 2000.
| township di Kiskiminetas Popolazione |       |
| 2000                                 | 1.029 |
| Stima al 2009                        | 974   |